# Informe Taberer
El Informe Taberer es un informe publicado en 1907 y redactado por Henry Taberer y J. Glenn Leary. El trabajo demostró evidencia de relaciones entre hombres del mismo sexo en minas de oro cerca de Johannesburgo, Sudáfrica.

## Antecedentes
Taberer nació en una estación misionera y hablaba con fluidez los idiomas utilizados por la población local: afirmaba hablarlos con más fluidez que el inglés. Pudo utilizar este talento de manera efectiva cuando se convirtió en gerente de la Oficina de Trabajo Nativo del gobierno sudafricano y asesor de la Corporación de Reclutamiento Nativo de la Cámara de Minería en un momento de creciente malestar industrial. Leary era otro funcionario respetado y trabajaba como magistrado.
Existía una gran disparidad entre los sexos dentro de la comunidad de trabajadores migrantes mozambiqueños en Sudáfrica. En 1886, había 30 000 hombres pero sólo 90 mujeres de ascendencia mozambiqueña en la región de Johannesburgo.
Antes del establecimiento de los sistemas laborales criminales coloniales, las relaciones homosexuales no estaban castigadas.

## Informe
A Taberer y Leary se les asignó la tarea de investigar los "matrimonios mineros" entre mineros africanos varones. Los misioneros locales se habían quejado de las inmoralidades que ocurrían en las minas de oro y las quejas dieron lugar a la investigación. Taberer fue coautor del informe con Leary. El informe se basó en pruebas recopiladas durante un período de nueve días en enero de 1907. Se recogieron testimonios de 54 testigos africanos y europeos. Las preguntas y respuestas fueron notablemente explícitas sobre la actividad y las motivaciones sexuales.
Un minero de la etnia chopi que trabajaba en las minas explicó a Taberer que los mineros que practicaban actos homosexuales con hombres jóvenes intentaban evitar contraer una enfermedad venérea. La opinión está respaldada por la evidencia de que había tasas más bajas de enfermedades venéreas entre el pueblo tsonga en comparación con los africanos que visitaban a prostitutas. El informe desestimó con éxito las afirmaciones del reverendo Baker de que las relaciones homosexuales eran violentas y se formaban como matrimonios formales. Las relaciones entre mineros a menudo incluían sexo, pero las "esposas" masculinas también prestaban servicios domésticos a sus parejas.
Taberer y Leary propusieron varias soluciones para limitar las relaciones homosexuales entre mineros, pero fueron rechazadas. Por ejemplo, propusieron que se debería permitir que un gran número de esposas migraran con los hombres o que se debería permitir la prostitución a gran escala. Al final, sólo se prohibieron las mamparas alrededor de las camas en todos los complejos industriales de Sudáfrica.

## Fiabilidad
Se puede cuestionar la neutralidad de Taberer. El enfoque de Taberer y Leary para recopilar datos minimizó la cantidad de sexo anal registrado.